# Корабейников, Андрей Викторович
Андрей Викторович Корабейников (род. 1 апреля 1987, Усть-Каменогорск, Казахская ССР) — казахстанский хоккеист, защитник, главный тренер, ХК «Торпедо» Усть-Каменогорск.

## Биография
Воспитанник усть-каменогорского хоккея. Основная часть карьеры проведена в Усть-Каменогорске в составе ХК «Казцинк-Торпедо». Выступал за молодёжные сборные Казахстана на чемпионатах мира. На чемпионате мира 2012 года провел 4 игры.